# Cepphis brunnea
Cepphis brunnea là một loài bướm đêm trong họ Geometridae.